# Mission Estate Winery

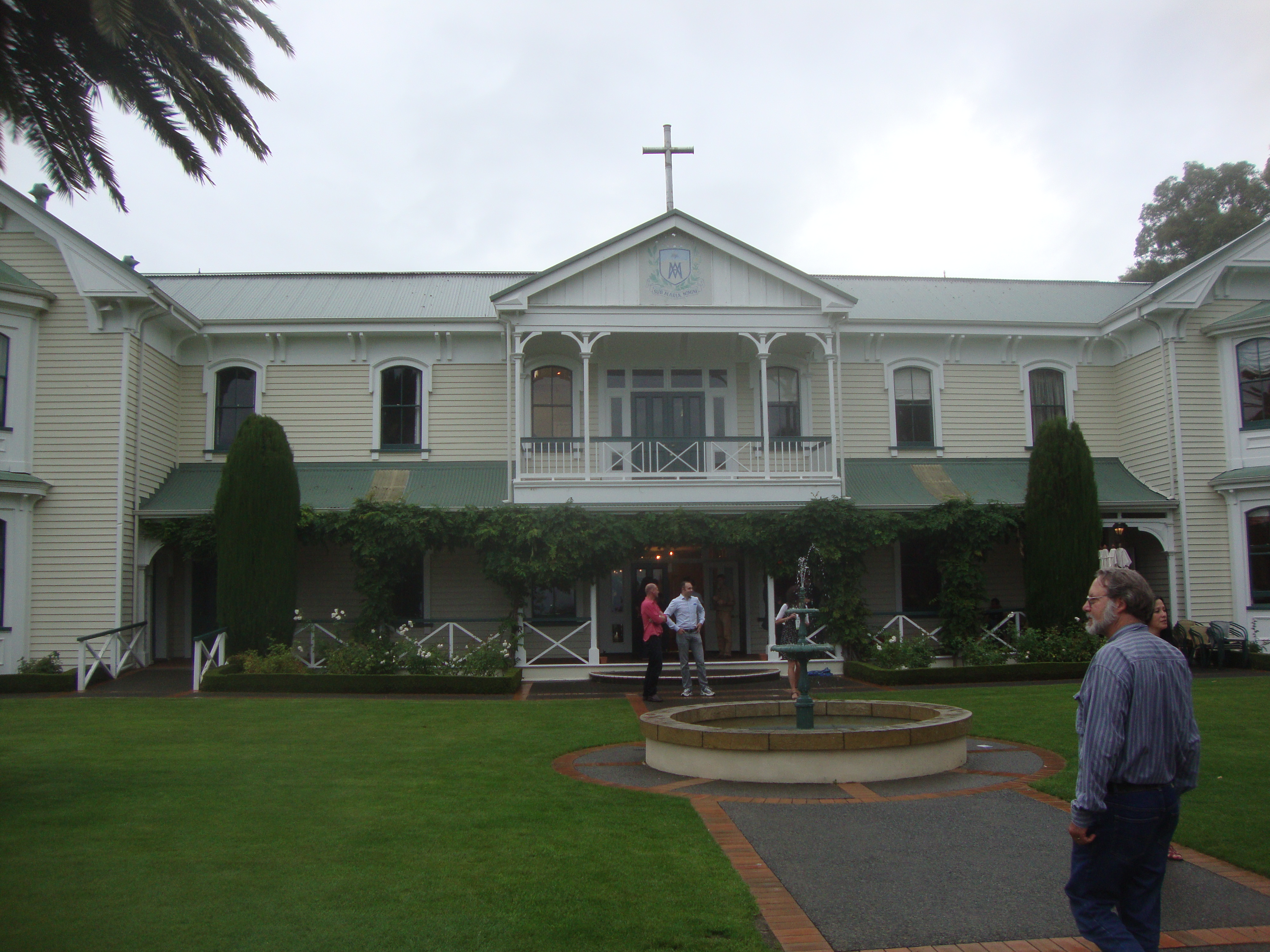
Sicht auf das Hauptgebäude, 2012

Die Mission Estate Winery ist ein Weingut in Hawke’s Bay.

## Geschichte

### 1800er Jahre: Anfänge und erster Erfolg
Mit der Ankunft der französischen Missionare im Jahr 1838 begann die Weinkultur in der Umgebung des Hawke’s Bay, Neuseeland zu wachsen. Im Jahr 1851 erbauten die Siedler die Mission Estate und eröffneten nach dem ausgiebigen Anbau von Weinreben das Weingut unter dem Namen Mission Estate Winery. Ab dem Jahr 1870 verkauften die Eigentümer des Betriebes kommerziell erfolgreich meist trockene Rotweine. Im Jahr 1880 wurde die Anlage um eine zweistöckige Lagerhalle erweitert. Mit der Flut im Jahr 1897 wurde das Weingut beschädigt, jedoch schnell wieder renoviert. Ab diesem Jahr wurde die Rasen- beziehungsweise nun Terrassen-Fläche von über 800 Hektar nicht mehr als Weinanbaugebiet, sondern als Erholungsort der Mission Estate genutzt. Dort finden heute auch Konzerte des Betriebes statt.

### 1900er Jahre: Reputationsgewinn und Anerkennung
Im Jahr 1909 entschied sich der Chef des Hauses, Father Smythe, das Gut zu erweitern. Bis zum Jahr 1935 genoss die Institution weiter internationalen Erfolg. Mit einem Rekordgewinn im Jahr 1935 entschloss sich die Mission Estate Winery, ihre Anbaukunst und Erfahrungen zu teilen. So finden seit diesem Datum Schulungen für beispielsweise Studenten und Führungen auf dem Gelände und den Haupthäusern statt. Auch heute noch genießt das Weingut weltweit einen guten Ruf. Die Anlage wird seit 1996 von Peter Holley geführt und seit den 1960er Jahren von Paul Mooney kontrolliert. Trotz der großen Nachfrage besitzt das Weingut immer noch die Größe eines Familienbetriebes. Heute ist die Mission Estate Winery vor allem für das alljährlich stattfindende Mission Concert sowie weiterer Großveranstaltungen bekannt.

### 2000er Jahre: Konzertveranstaltungen und Betrieb
Alljährlich findet auf dem freien Gelände des Weinguts das Mission Concert statt. Am 27. Januar 2007 trat der britische Weltstar Eric Clapton auf dem Areal des Weinguts auf. Der Auftritt wurde am 20. Juni 2006 angekündigt und innerhalb weniger Tage ausverkauft. Das Konzert fand im Rahmen der Doyle & Derek World Tour statt. Der Brite konnte an dem Abend seine Fans wegen seiner schlechten Stimmung nicht zufriedenstellen.